# Municipio de Härnösand
Härnösand (en sueco: Härnösands kommun) es un municipio de la provincia de Västernorrland, Suecia, en la provincia histórica de Ångermanland. Su sede se encuentra en la ciudad de Härnösand. El municipio actual se formó en 1969 a través de la fusión de la ciudad de Härnösand con los municipios rurales de Säbrå y Högsjö.

## Localidades
Hay once áreas urbanas (tätort) en el municipio:
| # | Tätort    | Población |
| - | --------- | --------- |
| 1 | Härnösand | 18 563    |
| 2 | Älandsbro | 897       |
| 3 | Ramvik    | 441       |

## Demografía

### Desarrollo poblacional
| Gráfica de evolución demográfica de Härnösand entre 1970 y 2019 |
|                                                                 |
| Fuente: SCB                                                     |